# Benjamin Gastineau
Benjamin Gastineau (Montreuil-Bellay, 11 luglio 1823 – Parigi, 1904) è stato uno scrittore e giornalista francese.
Fu una personalità della Comune di Parigi.

## Biografia
Già tipografo, divenne giornalista collaborando alla Voix du Peuple di Proudhon, subendo un processo per motivi politici nel 1848. Oppositore del regime bonapartista, fu deportato in Algeria nel 1852. Tornato in Francia, divenne redattore capo del giornale Le Guetteur di San Quintino.
Il 24 febbraio 1858 fu nuovamente arrestato e trasferito a Parigi. Soppresso il giornale perché «eccitava la classe operaia contro l'ordine stabilito», Gastineau fu deportato nuovamente in Algeria. Amnistiato nel 1859, continuò la sua attività di giornalista di provincia, subendo nuovi arresti e condanne.
Alla caduta dell'Impero si trasferì a Parigi, dove aderì alla Comune e la difese nei giornali e nei club rivoluzionari. Il 3 maggio 1871 fu nominato dal Consiglio della Comune ispettore delle biblioteche comunali e direttore della Biblioteca Mazarine.
Sfuggì alla repressione del governo di Versailles rifugiandosi in Belgio. Tornò a Parigi con l'amnistia del 1880.

## Scritti
- Le Père Lachaise, 1854
- Les Amours de Mirabeau et de Sophie de Monnier, 1860
- Chasses au lion et à la panthère en Algérie, 1863
- La Vie politique et le journalisme en province, 1865
- Les Socialistes, Proudhon et son œuvre, 1865
- La Dévote, 1865
- Les Victimes d'Isabelle II la Catholique, ex-reine d'Espagne, 1868
- Les courtisanes de l'Église, 1870
- L'Impératrice du Bas Empire, 1870
- Voltaire en exil, 1878
- L Orpheline de Waterloo
- Les Drames du Mariage
- La Vie en Chemin de fer
- Monsieur et Madam Satan
- Les Monstres historiques
- De Paris en Afrique
- Les Femmes des Césars
- P. J. Proudhon, sa vie et son oeuvre
- Les Transportés de Décembre 1851
- Histoire de la folie humaine
- La France en Afrique et l'Orient à Paris
- Comment finissent les pauvres
- Les Femmes et les Moeurs de l'Algérie
- Les Génies de la science et de l'industrie
- Sottites et scandales du Temps présent
- Les Génies de la Liberté
- Vie et oeuvre de M. Taine
- Les Nouveax Romans de Paris